# Hernando Devis Echandía
Hernando Devis Echandía (Chaparral (Tolima), 1916-Bogotá, 2001) fue un abogado, jurisconsulto, escritor y catedrático colombiano, considerado uno de los más brillantes y mejores abogados del área procedimental  (procesalista) no sólo en su país, al igual que un reputado estudioso de las ciencias jurídicas de fama internacional, no sólo en Latinoamérica. 
Sus obras son un referente para el derecho civil y procesal colombiano. Fue miembro fundador y vicepresidente del Instituto Colombiano de Derecho Procesal (ICDP).

## Biografía
Hernando nació en Chaparral, Tolima en 1916. Era hijo del inmigrante libanés Isaac Dahavis (quien cambió su apellido a Devis) y Petronila Echandía, quien murió cuando Hernando tenía 7 años. Su padre se radicó en Chaparral, y luego en Bogotá, tras la muerte de su esposa en 1923.

### Trayectoria
Se graduó como abogado de la Facultad de Derecho, Ciencias Políticas y Sociales de la Universidad Nacional de Colombia (1941).  
Se desempeñó como abogado del Departamento de Aguas, del Ministerio de Economía Nacional (1940-1942), abogado de la Personería Municipal de Bogotá (1943-1944) y Secretario de Hacienda del Departamento del Tolima (1955). Fue catedrático de Derecho Procesal Civil General, Teoría General del Proceso, Pruebas Judiciales y de casación en las universidades Libre, Externado de Colombia y del Rosario. 
Fue Presidente y miembro Fundador del Instituto Iberoamericano de Derecho Procesal y del Instituto Colombiano de Derecho Procesal.  También fue miembro del Centro de Estudios Procesales de Rosario (Argentina), del Instituto de Derecho Procesal Argentino, del Instituto Español de Derecho Procesal, del Instituto Mexicano de Derecho Procesal, del Instituto de Derecho Procesal de la facultad de Derecho de la Universidad de Buenos Aires y de la Academia Colombiana de Jurisprudencia.
Devis Echandía falleció en Bogotá, en el 2001, a los 85 años de edad.

## Familia
Su hija, Consuelo Devis, abogada constitucionalista, se casó con Jaime Arrubla Paucar, quien luego sería presidente de la Corte Suprema de Justicia de Colombia. 
Fue padre de los abogados Luis Hernando, Adela Devis Saavedra, Sandra Devis Saavedra cátedra de derecho y Consuelo Devis Saavedra. Es tío de los abogados Eduardo, Mónica, Carlos, Gabriel y Fernando Devis Morales, Isaac Alfonso Devis Granados, Abogado; Danilo Devis Pereira; Luisa Fda. Devis Vizcaíno de logística humanitaria inter.; Jaime, Fani y Nora Botero Devis, igualmente Julia Devis.
Era sobrino del abogado y expresidente de Colombia Darío Echandía, por ser su madre Petronila hermana de Darío y también primo de Alfonso Reyes Echandía, quien fuera presidente de la Corte Suprema de Justicia cuando  falleció asesinado en la retoma del Palacio de Justicia en1985, por ser la madre de Alfonso hija de Domingo Echandía. Fue también  amado y admirado hermano de Adela, Julian,  Alfonso, Cecilia, Lilia,  y  Guillermo, Devis Echandía (periodista y diplomático muerto en dic.1975)

## Obras
- Investigación de la paternidad natural, después de muerto el padre presunto (1941)

- Régimen de las aguas en derecho colombiano (1944)
- Gravámenes sobre la propiedad raíz (1944)
- Derecho Procesal Civil, parte general (1947)
- El Good Will y la Habitualidad (1952)
- Tratado de Derecho Procesal Civil, t.I (1961)
- Tratado de Derecho Procesal Civil, t.II (1962)
- Tratado de Derecho Procesal Civil, t. III (1963)
- Tratado de Derecho Procesal Civil, t.IV (1964)
- Tratado de Derecho Procesal Civil, t.V (1967)
- Tratado de Derecho Procesal Civil, t.VI (1969)
- Compendio de Derecho Procesal Civil (1963)
- Nociones Generales de Derecho Procesal (Madrid, 1966)
- Compendio de Pruebas Judiciales (1969, Ed. Aguilar)
- Teoría General de la Prueba Judicial (Buenos Aires, 1970, 1972, 1974, 1976. Edit. Zabalía)
- Nuevo Procedimiento Civil Colombiano, Teoría General del Proceso (Bogotá, Eds. 1972, 1974, 1976, 1978, Edit. Temis)
- Compendio de Derecho Procesal. Pruebas Judiciales (Eds. 1972, 1974, 1976, 1978)
- Estudios de Derecho Procesal (Vol. I, 1979 y Vol II, 1980, Bogotá).
- Teoría General del Proceso